# Bundestagswahlkreis Osnabrück-Land
Der Bundestagswahlkreis Osnabrück-Land (Wahlkreis 38) ist ein Wahlkreis in Niedersachsen und umfasst vom Landkreis Osnabrück die Gemeinden Bad Essen, Bad Iburg, Bad Laer, Bad Rothenfelde, Bissendorf, Bohmte, Bramsche, Dissen, Glandorf, Hilter, Melle und Ostercappeln sowie die Samtgemeinden Artland, Bersenbrück, Fürstenau und Neuenkirchen. Der Wahlkreis ist 1980 neu eingerichtet worden und seitdem unverändert geblieben. Die Gemeinden des Wahlkreises gehörten vor 1980 zu den Wahlkreisen Lingen, Osnabrück und Nienburg. Der Wahlkreis wurde seit seinem Bestehen immer vom jeweiligen Kandidaten der CDU gewonnen.

## Wahlkreisgeschichte
| Wahl      | Wahlkreisname     | Gebiet |
| --------- | ----------------- | --- |
| 1980–1998 | 32 Osnabrück-Land | vom Landkreis Osnabrück die Gemeinden Bad Essen, Bad Iburg, Bad Laer, Bad Rothenfelde, Bissendorf, Bohmte, Bramsche, Dissen, Glandorf, Hilter, Melle und Ostercappeln sowie die Samtgemeinden Artland, Bersenbrück, Fürstenau und Neuenkirchen. |
| 2002–2005 | 38 Osnabrück-Land | vom Landkreis Osnabrück die Gemeinden Bad Essen, Bad Iburg, Bad Laer, Bad Rothenfelde, Bissendorf, Bohmte, Bramsche, Dissen, Glandorf, Hilter, Melle und Ostercappeln sowie die Samtgemeinden Artland, Bersenbrück, Fürstenau und Neuenkirchen. |
| 2009      | 39 Osnabrück-Land | vom Landkreis Osnabrück die Gemeinden Bad Essen, Bad Iburg, Bad Laer, Bad Rothenfelde, Bissendorf, Bohmte, Bramsche, Dissen, Glandorf, Hilter, Melle und Ostercappeln sowie die Samtgemeinden Artland, Bersenbrück, Fürstenau und Neuenkirchen. |
| 2013      | 38 Osnabrück-Land | vom Landkreis Osnabrück die Gemeinden Bad Essen, Bad Iburg, Bad Laer, Bad Rothenfelde, Bissendorf, Bohmte, Bramsche, Dissen, Glandorf, Hilter, Melle und Ostercappeln sowie die Samtgemeinden Artland, Bersenbrück, Fürstenau und Neuenkirchen. |

## Wahlkreisabgeordnete
| Wahl | Abgeordneter | Abgeordneter                     | Partei | Stimmen in % |
| ---- | ------------ | -------------------------------- | ------ | ------------ |
| 1980 |              | Reinhard Freiherr von Schorlemer | CDU    | 47,1         |
| 1983 | 54,5         | Reinhard Freiherr von Schorlemer | CDU    |              |
| 1987 | 49,4         | Reinhard Freiherr von Schorlemer | CDU    |              |
| 1990 | 51,1         | Reinhard Freiherr von Schorlemer | CDU    |              |
| 1994 | 50,8         | Reinhard Freiherr von Schorlemer | CDU    |              |
| 1998 | 45,9         | Reinhard Freiherr von Schorlemer | CDU    |              |
| 2002 |              | Georg Schirmbeck                 | CDU    | 45,6         |
| 2005 | 43,8         | Georg Schirmbeck                 | CDU    |              |
| 2009 | 44,2         | Georg Schirmbeck                 | CDU    |              |
| 2013 |              | André Berghegger                 | CDU    | 53,1         |
| 2017 | 45,6         | André Berghegger                 | CDU    |              |
| 2021 | 36,2         | André Berghegger                 | CDU    |              |
| 2025 |              | Lutz Brinkmann                   | CDU    | 36,6         |

## Wahlergebnisse

### Bundestagswahl 2025
| Kandidaten                                             | Kandidaten                  | Parteien/Listen       | Erststimmen | Erststimmen | Zweitstimmen | Zweitstimmen |
| Kandidaten                                             | Kandidaten                  | Parteien/Listen       | Stimmen     | %           | Stimmen      | %            |
| ------------------------------------------------------ | --------------------------- | --------------------- | ----------- | ----------- | ------------ | ------------ |
|                                                        | Anke Hennig                 | SPD                   | 40.394      | 24,2        | 37.108       | 22,2         |
|                                                        | Lutz Brinkmanngewählt im WK | CDU                   | 60.952      | 36,6        | 53.512       | 32,1         |
|                                                        | Filiz Polat                 | Bündnis 90/Die Grünen | 16.758      | 10,1        | 16.444       | 9,9          |
|                                                        | Lutz Haunhorst              | FDP                   | 4.914       | 2,9         | 7.190        | 4,3          |
|                                                        | Marcel Queckemeyer          | AfD                   | 29.985      | 18,0        | 30.209       | 18,1         |
|                                                        | Erik Frerker                | Die Linke             | 9.516       | 5,7         | 10.900       | 6,5          |
|                                                        | Sascha Wahnschaffe          | Freie Wähler          | 2.850       | 1,7         | 1.483        | 0,9          |
|                                                        | Emine Tunç                  | Volt                  | 1.241       | 0,7         | 703          | 0,4          |
|                                                        | –                           | Tierschutzpartei      | –           | –           | 1.508        | 0,9          |
|                                                        | –                           | dieBasis              | –           | –           | 481          | 0,3          |
|                                                        | –                           | Die PARTEI            | –           | –           | 631          | 0,4          |
|                                                        | –                           | PIRATEN               | –           | –           | 246          | 0,1          |
|                                                        | –                           | PdH                   | –           | –           | 99           | 0,1          |
|                                                        | –                           | MLPD                  | –           | –           | 35           | 0,0          |
|                                                        | –                           | BÜNDNIS DEUTSCHLAND   | –           | –           | 200          | 0,1          |
|                                                        | –                           | BSW                   | –           | –           | 6.157        | 3,7          |
| Gesamt                                                 | Gesamt                      | Gesamt                | 166.610     | 100         | 166.906      | 100          |
|                                                        |                             |                       |             |             |              |              |
| Ungültige Stimmen                                      | Ungültige Stimmen           | Ungültige Stimmen     | 1.137       | 0,7         | 841          | 0,5          |
| Wähler                                                 | Wähler                      | Wähler                | 167.747     | 84,1        | 167.747      | 84,1         |
| Wahlberechtigte                                        | Wahlberechtigte             | Wahlberechtigte       | 199.476     |             | 199.476      |              |
|                                                        |                             |                       |             |             |              |              |
| Quellen: Die Bundeswahlleiterin, Kandidaten – Ergebnis |                             |                       |             |             |              |              |

### Bundestagswahl 2021
Der Stimmzettel zur Bundestagswahl am 26. September 2021 umfasste 21 Landeslisten. Die Parteien stellten folgende Kandidaten auf. Das Direktmandat gewann erneut André Berghegger (CDU), der sein Bundestagsmandat zum Jahresende 2023 niederlegte.
| Direktkandidat          | Partei           | Erststimmen in % | Zweitstimmen in % |
| ----------------------- | ---------------- | ---------------- | ----------------- |
| André Berghegger        | CDU              | 36,2             | 28,5              |
| Anke Hennig             | SPD              | 29,7             | 32,1              |
| Matthias Seestern-Pauly | FDP              | 8,6              | 11,1              |
| Roland Lapinskas        | AfD              | 6,3              | 6,7               |
| Filiz Polat             | GRÜNE            | 14,6             | 14,7              |
| Swen Adams              | DIE LINKE        | 2,4              | 2,6               |
| -                       | Die PARTEI       | -                | 0,7               |
| -                       | Tierschutzpartei | -                | 0,9               |
| Josef Vagedes           | FREIE WÄHLER     | 0,8              | 0,5               |
| -                       | PIRATEN          | -                | 0,3               |
| –                       | NPD              | -                | 0,1               |
| –                       | V-Partei³        | -                | 0,1               |
| –                       | ÖDP              | -                | 0,1               |
| -                       | MLPD             | -                | 0,0               |
| –                       | DKP              | -                | 0,0               |
| Jürgen Wehlburg         | dieBasis         | 1,4              | 1,2               |
| –                       | du.              | -                | 0,0               |
| –                       | LKR              | -                | 0,0               |
| -                       | Die Humanisten   | -                | 0,1               |
| –                       | Team Todenhöfer  | -                | 0,2               |
| –                       | Volt             | -                | 0,1               |

### Bundestagswahl 2017
Zur Bundestagswahl 2017 am 24. September wurden 18 Landeslisten mit sechs Direktkandidaturen, sowie eine weitere Direktkandidatur zugelassen. André Berghegger (CDU) konnte sein Direktmandat mit 45,56 % erfolgreich verteidigen. Die Wahlbeteiligung lag mit 75,98 % unter dem Bundes- und Landesdurchschnitt von 76,15 % bzw. 76,44 %.
| Direktkandidat          | Partei           | Erststimmen in % | Zweitstimmen in % |
| ----------------------- | ---------------- | ---------------- | ----------------- |
| André Berghegger        | CDU              | 45,56            | 40,44             |
| Rainer Spiering         | SPD              | 28,28            | 25,65             |
| Filiz Polat             | GRÜNE            | 7,74             | 8,22              |
| Josef Riepe             | DIE LINKE.       | 5,27             | 6,10              |
| Matthias Seestern-Pauly | FDP              | 6,38             | 9,72              |
| Waldemar Herdt          | AfD              | 6,62             | 7,28              |
| –                       | PIRATEN          | –                | 0,33              |
| –                       | NPD              | –                | 0,21              |
| –                       | Tierschutzpartei | –                | 0,64              |
| –                       | FREIE WÄHLER     | –                | 0,25              |
| –                       | MLPD             | –                | 0,01              |
| –                       | BGE              | –                | 0,14              |
| –                       | DiB              | –                | 0,09              |
| –                       | DKP              | –                | 0,02              |
| –                       | DM               | –                | 0,11              |
| –                       | ÖDP              | –                | 0,08              |
| –                       | Die PARTEI       | –                | 0,60              |
| –                       | V-Partei³        | –                | 0,10              |
| Hermann Bohnenkamp      | Bündnis C        | 0,15             | –                 |

### Bundestagswahl 2013
Diese fand am 22. September 2013 statt, zugelassen waren 14 Landeslisten, und im Wahlkreis 038 Osnabrück-Land neun damit verbundene Direktkandidaten:
| Direktkandidat          | Partei           | Erststimmen in % | Zweitstimmen in % |
| ----------------------- | ---------------- | ---------------- | ----------------- |
| André Berghegger        | CDU              | 53,1             | 48,0              |
| Rainer Spiering         | SPD              | 32,3             | 29,4              |
| Matthias Seestern-Pauly | FDP              | 1,8              | 4,6               |
| Florian Zimmeck         | GRÜNE            | 5,8              | 7,7               |
| Bernhard Rohe           | DIE LINKE.       | 3,6              | 4,0               |
| Katharina Nocun         | PIRATEN          | 1,8              | 1,5               |
| Dirk Heimsoth           | NPD              | 0,8              | 0,7               |
| –                       | Tierschutzpartei | –                | 0,6               |
| –                       | MLPD             | –                | 0,0               |
| –                       | AfD              | –                | 2,8               |
| –                       | pro Deutschland  | –                | 0,1               |
| –                       | REP              | –                | 0,0               |
| Jörg Grunert            | FREIE WÄHLER     | 0,6              | 0,3               |
| Anton Fischer           | PBC              | 0,3              | 0,3               |

### Bundestagswahl 2009
| Direktkandidat          | Partei    | Erststimmen | Zweitstimmen |
| ----------------------- | --------- | ----------- | ------------ |
| Rainer Spiering         | SPD       | 32,2 %      | 26,5 %       |
| Georg Schirmbeck        | CDU       | 44,2 %      | 38,8 %       |
| Arnulf Nüßlein          | GRÜNE     | 7,3 %       | 9,2 %        |
| Matthias Seestern-Pauly | FDP       | 9,1 %       | 14,7 %       |
| Manfred Brauner         | Die Linke | 6,3 %       | 7,1 %        |
| Sonstige                | Sonstige  | 1,0 %       | 3,7 %        |